# Temnosoma fulvipes
Temnosoma fulvipes är en biart som beskrevs av Heinrich Friese 1924. Temnosoma fulvipes ingår i släktet Temnosoma och familjen vägbin. Inga underarter finns listade i Catalogue of Life.